# Doctrina Parot

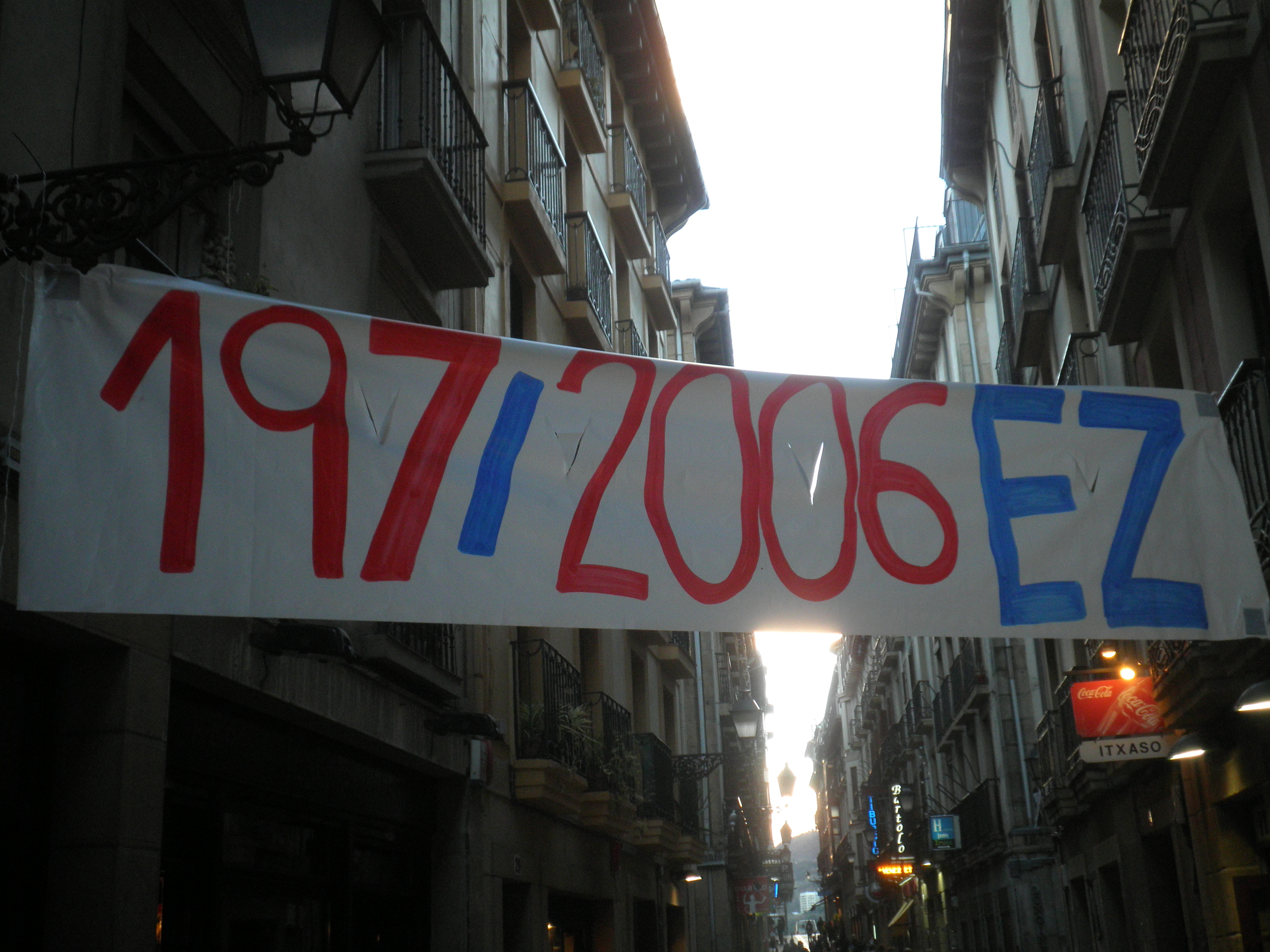
Pancarta contra la sentencia 197/2006. San Sebastián.

La doctrina Parot  es el término con el que se conoce en España a la jurisprudencia establecida a partir de la sentencia del Tribunal Supremo  del 28 de febrero de 2006 (resolución a un recurso presentado por Henri Parot, miembro de  ETA) por la cual la reducción de penas por beneficios penitenciarios (trabajo, estudios, etcétera) se aplica respecto a la pena total y no respecto al máximo legal permitido, según el ya derogado Código Penal de 1973 que consistía en 30 años. Dentro del Tribunal Supremo, uno de sus principales impulsores fue Julián Sánchez Melgar.
Esta doctrina fue modificada en 2008 solo parcialmente por el Tribunal Constitucional de España en la conocida como doctrina del doble cómputo penal. En 2013 la Gran Sala del Tribunal Europeo de Derechos Humanos (TEDH) resolvió definitivamente en un recurso presentado por una condenada de ETA que la aplicación de la doctrina Parot con carácter retroactivo vulneraba los artículos 7 y 5.1 del Convenio Europeo de Derechos Humanos, por lo que las reducciones comenzaron a ser aplicadas sobre el máximo tiempo de permanencia en prisión legal permitido, lo que resultó en la puesta en libertad inmediata de muchas personas con penas que superaban ampliamente los 30 años.

## Núcleo de la doctrina Parot
Con ocasión del recurso de casación presentado por Henri Parot, miembro de la organización terrorista Euskadi Ta Askatasuna (ETA), contra el auto dictado por la sección primera de la Sala de lo Penal de la Audiencia Nacional, la Sala de lo Penal del Tribunal Supremo consideró aplicable retroactivamente el principio que fijó en el fundamento de derecho quinto, en lo que afectaba al cumplimiento de las condenas y su límite máximo, y que señalaba:

La forma de cumplimiento de la condena total, será de la manera siguiente: se principiará por el orden de la respectiva gravedad de las penas impuestas, aplicándose los beneficios y redenciones que procedan con respecto a cada una de las penas que se encuentre cumpliendo. Una vez extinguida la primera, se dará comienzo al cumplimiento de la siguiente, y así sucesivamente, hasta que se alcanzan las limitaciones dispuestas en la regla segunda del art. 70 del Código penal de 1973. Llegados a este estadio, se producirá la extinción de todas las penas comprendidas en la condena total resultante.

## Recurso ante el Tribunal Europeo de Derechos Humanos (TEDH)

### Primera resolución del TEDH
El 10 de julio de 2012, la Sala Pequeña del Tribunal Europeo de Derechos Humanos sentenció que la aplicación retroactiva de la llamada «doctrina Parot» violaba los artículos 7 y 5.1 de la Convención Europea de Derechos Humanos «respecto a la irretroactividad de las leyes penales desfavorables», por lo que instó al gobierno español a poner en libertad a Inés del Río Prada, miembro de ETA condenada a 2700 años de cárcel por varios atentados terroristas y que, después de 18 años de cárcel, tenía que haber sido puesta en libertad el 3 de julio de 2008 por haber obtenido los beneficios penitenciarios establecidos en el Código Penal de 1973 (redención de penas de hasta 12 años por trabajo o por estudios).
La respuesta del Gobierno español, presidido por Mariano Rajoy, fue discrepar «severamente» de la sentencia y anunciar el recurso ante la Gran Sala del Tribunal de Estrasburgo y que, en tanto se sustancia, no se pondría en libertad a la condenada porque existía riesgo de fuga «sin ningún género de dudas».

### Estimación del recurso contra la doctrina Parot por la Gran Sala del TEDH
El recurso presentado por España fue resuelto por la Gran Sala del Tribunal Europeo de Derechos Humanos compuesta por 17 magistrados, el 21 de octubre de 2013, y determinó que la aplicación retroactiva de la doctrina Parot vulneraba el artículo 5 del Convenio Europeo de Derechos Humanos, y que el Tribunal Supremo aplicó de forma retroactiva jurisprudencia más desfavorable al reo, siendo que la Constitución española, en su artículo 9, prohíbe la retroactividad. En este sentido, el alto tribunal consideró «detención ilegal» la permanencia de la penada, Inés del Río, en prisión. El Tribunal Europeo recordó que su sentencia sentaba jurisprudencia, tenía carácter vinculante y que el Estado español se había comprometido, como firmante del convenio del propio Tribunal, a acatar la sentencia y cumplirla:

El tribunal estima que la demandante no podía prever que el Tribunal Supremo modificaría su jurisprudencia en febrero de 2006 ni que tal modificación le sería aplicada y supondría aplazar en casi nueve años la fecha de su puesta en libertad, del 2 de julio de 2008 al 27 de julio de 2017. Por lo tanto, la demandante ha cumplido una pena de prisión superior a la que tendría que haber cumplido según el sistema jurídico español en vigor en el momento de su condena. Por consiguiente, corresponde a las autoridades españolas garantizar su puesta en libertad en el plazo más breve posible
Sentencia del Tribunal Europeo de Estrasburgo de 21 de octubre de 2013, Caso Del Río Prada versus España, proced. 42750/09.

### Puesta en libertad de Inés del Río
La Sala de lo Penal de la Audiencia Nacional de España, compuesta por 17 magistrados, al día siguiente de la sentencia del TEDH de 21 de octubre de 2013, resolvió por unanimidad la puesta en libertad inmediata de la miembro de ETA, Inés del Río, lo que se cumplió por Instituciones Penitenciarias en la misma tarde del 22 de octubre, saliendo de la cárcel de Teixeiro en la provincia de La Coruña.

### Excarcelaciones posteriores a la derogación
Horas después de la liberación de Inés del Río, las autoridades judiciales británicas pidieron a las españolas explicaciones respecto a cómo podía afectar la sentencia a la causa del etarra Antonio Troitiño, detenido en Reino Unido desde 2011. Los representantes de la justicia dieron un plazo de una semana para recibir la información y poder valorar. Mientras tanto, Troitiño quedó en libertad condicional.
Igualmente, la sentencia podría afectar a otros 55 miembros de ETA condenados por terrorismo a los que también se les había aplicado la doctrina Parot, así como a seis miembros de los GRAPO, uno de los GAL (aunque algunas fuentes indican que este último caso era falso), otro de Resistencia Galega y quince presos comunes con delitos de especial gravedad.
Para mediados de enero de 2014 ya habían sido puestos en libertad, sobre la base de esta derogación, un total de 63 miembros de ETA y nueve de otras organizaciones.

## Personas beneficiadas por la derogación de la doctrina Parot

### Encarcelados deETA
- Henri Parot Navarro
- Iñaki de Juana Chaos
- Juan José Zubieta Zubeldia, uno de los acusados por el Atentado contra la casa cuartel de Vich en 1991.
- José Javier Zabaleta Elósegui, "Baldo"
- Domingo Troitiño, uno de los acusados por el atentado de Hipercor en 1987.[17]
- Josefa Ernaga, que también participó en el atentado de Hipercor.[18]
- Fernando Etxegaray
- José Ramón Martínez de la Fuente, «Joserra»
- Juan José Legorburu Guerediaga, «Txindoki»
- Juan Carlos Pérez Ojuel
- Bautista Barandalla Iriarte
- Ignacio Pujana Alberdi, «Alain Delon»
- Ignacio Urdiaín Cirizar
- María Josefa Uzkudun Etxenagusía
- Luis María Lizarralde
- José María Sagarduy Moja, «Gatza»
- Maitane Sagastume Arrieta
- Juan Igarataundi Peñagarikano
- Nicolás Francisco Rodríguez
- Juan Manuel Píriz López, «Mungi»
- Icíar Martínez Sustatxa
- José Carlos Apestegía Jaca
- Jesús Díaz de Heredia Ruiz de Arbulu
- Miguel Turriente Ramírez
- José Antonio López Ruiz, «Kubati»
- José Miguel Latasa Guetaria «Fermín»
- Juan Carlos Arruti Azpitarte «Paterra»

### Miembros delGAL
- Ismael Miquel Gutiérrez

### Otros
- Gustavo Romero Tercero, «el asesino de Valdepeñas» (asesinato, agresión sexual)
- Pedro Luis Gallego, «el violador del ascensor» (doble asesinato, 18 agresiones sexuales)
- Miguel Ricart, uno de los culpables del crimen de Alcácer.[19]
- Manuel Pinteño, atracador de bancos, conocido por haber sido el preso que más tiempo ha estado en prisión de manera continuada sin que en su historial delictivo consten delitos de terrorismo, agresión sexual o sangre.[20]
- Emilio Muñoz Guadix, uno de los autores del secuestro y asesinato de Anabel Segura.[21]
- Juan Manuel Valentín Tejero, violador y asesino de la niña de 9 años Olga Sangrador.